# Червоная Слобода (Киевская область)
Червоная Слобода (укр. Червона Слобода) — село, входит в Бучанский район Киевской области Украины.
Население по переписи 2001 года составляло 471 человек. Почтовый индекс — 08042. Телефонный код — 4578. Занимает площадь 0,162 км². Код КОАТУУ — 3222788201.

## Местный совет
08042, Київська обл., Макарівський р-н, с. Червона Слобода